# Kleinseggenried

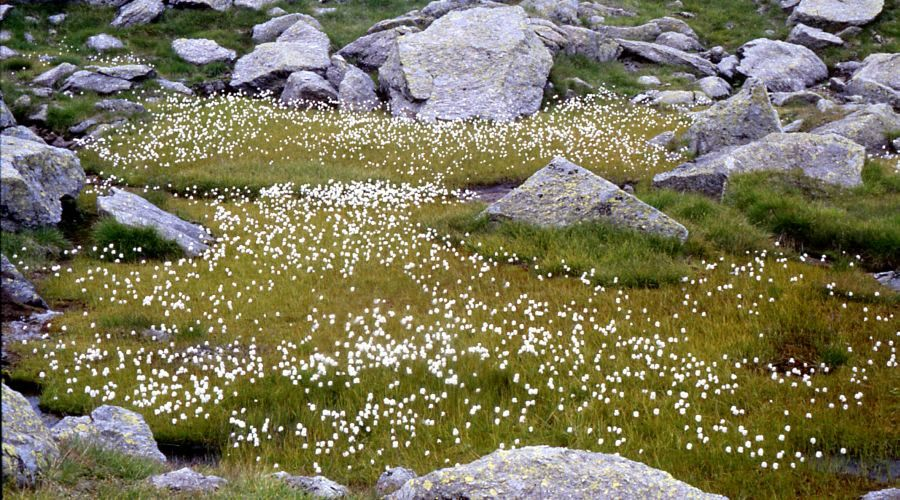
Alpiner Kopfwollgras-Sumpf (Eriophoretum scheuchzeri) in einem Basen-Zwischenmoor oberhalb der Waldgrenze in der Steiermark

Kleinseggenriede, auch Kleinseggenmoore, Kleinseggen-Sümpfe oder altertümlich Wiesenmoore genannt, sind oft moosreiche Pflanzengesellschaften in Zwischenmooren. Sie zeichnen sich durch das Vorherrschen niedriger Seggen, Binsen und Wollgräser aus. Die primären Standorte liegen im Umkreis von Seen, an Quellen und im Lagg von Hochmooren. Sie sind von Natur aus weitgehend gehölzfrei.
Durch die menschliche Nutzung (Mahd, Beweidung) werden heute auch sekundäre Standorte besiedelt.
Die Pflanzengesellschaften sind durch den Mangel an raschlebigen Konkurrenten und die natürliche Baumfeindlichkeit fast aller Standorte zu Refugien von Glazialrelikten geworden. Ihre Standorte sind stark gefährdet, da sie meist kleinflächig inmitten von landwirtschaftlich genutztem Gelände liegen und von dort durch Meliorationsmaßnahmen (Entwässerungen, Düngung) beeinflusst werden können.

## Standorte und Verbreitung
Kleinseggenriede kommen mit Ausnahme der nährstoffreichen Niedermoore in fast allen grundwassergenährten Mooren vor. Der Boden wird von Grund-, Quell- oder Sickerwasser ständig durchtränkt und trocknet nur oberflächlich ab. Häufige Bodentypen sind Gleye wie Anmoorgley, Moorgley, Nassgley seltener auch Pseudogleye und Moorböden aus Torf. Die Standorte sind mäßig nährstoffreich bis nährstoffarm, subneutral bis kalkhaltig; aber auch sehr saure Böden werden besiedelt.
Diese Riede sind im gesamten eurosibirischen Raum verbreitet (Europa und die Nordhälfte Asiens), wobei die Schwerpunkte in jungpleistozänen Gebieten der Paläarktis, in den Hochlagen der Mittelgebirge und im Alpenvorland liegen. Kleinseggenriede wurden vielfach durch extensive, kleinbäuerliche Nutzungsformen (Hutweide, Streuwiesen, Torfstiche) gefördert.

## Vergesellschaftung

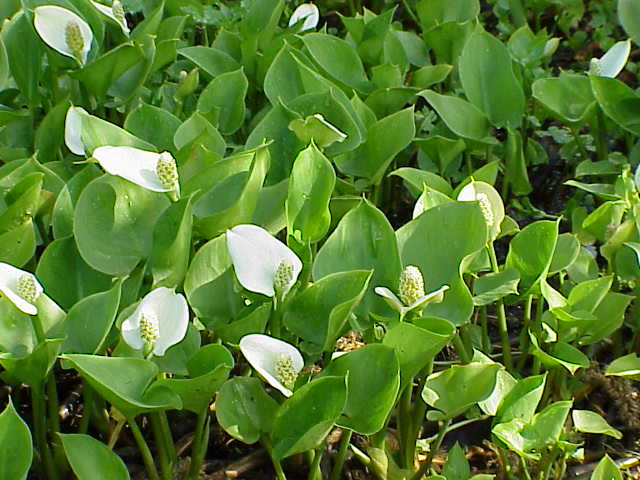
Schweinsohr oder Drachenwurz (Calla palustris)

Pflanzensoziologisch werden die Kleinseggenriede nach Oberdorfer als Klasse „Kleinseggengesellschaften der Nieder- und Zwischenmoore sowie der Hochmoorschlenken (Scheuchzerio-Caricetea nigrae)“ gefasst. Kleinseggenriede umfassen drei Ordnungen auf ökologisch unterschiedlichen Standorten:
- Pioniergesellschaften von Moorschlenken (Scheuchzerietalia palustris) in sauren, basenreichen bis basenarmen, nährstoffarmen Mooren (Sauer-Zwischenmoore, pH-Werte bis 4,8). Sie beherbergen vorwiegend Torfmoose wie das Spieß-Torfmoos Sphagnum cuspidatum, Torfmoose aus dem Sphagnum recurvum-Komplex und das Sumpf-Torfmoos Sphagnum palustre.
- Braunseggen-Sumpfgesellschaften (Caricetalia nigrae) in subneutralen, meist kalkarmen, nährstoffarmen bis mäßig nährstoffreichen Mooren (Basen-Zwischenmoore, pH-Werte von 4,8 bis 6,4). Die Kleinseggenriede sind vor allem durch das Vorkommen von Braunmoosen (Amblystegiaceae) gekennzeichnet.
- Wiesenseggen-Gesellschaften (Caricetalia davallianae) in kalkhaltigen bis kalkreichen, meist basenreichen, nährstoffreichen bis nährstoffarmen Mooren (Kalk-Zwischenmoore, pH-Werte von 6,4 bis 8,5). Sie umfassen die oft orchideenreichen Pflanzengesellschaften (Tofieldia calyculata) der Kalkgebiete in der eurosibirischen Region.

Neben etlichen Seggen- und Binsenarten kommen in allen Pflanzengesellschaften der Zwischenmoore sogenannte Mineralbodenwasserzeiger vor, welche den Einfluss von nährstoffreicherem Grundwasser anzeigen. Beispiele sind der Fieberklee (Menyanthes trifoliata), das Sumpf-Blutauge (Potentilla palustris), das Schweinsohr (Calla palustris), das Schmalblättrige Wollgras (Eriophorum angustifolium), das Hunds-Straußgras (Agrostis canina), das Sumpf-Veilchen (Viola palustris) oder der Gemeine Wassernabel (Hydrocotyle vulgaris). Torfmoose spielen besonders in den sauren Zwischenmooren eine Rolle, wogegen die nährstoffreicheren Ausprägungen durch das Vorkommen sogenannter Braunmoose gekennzeichnet sind.

### Pioniergesellschaften von Moorschlenken

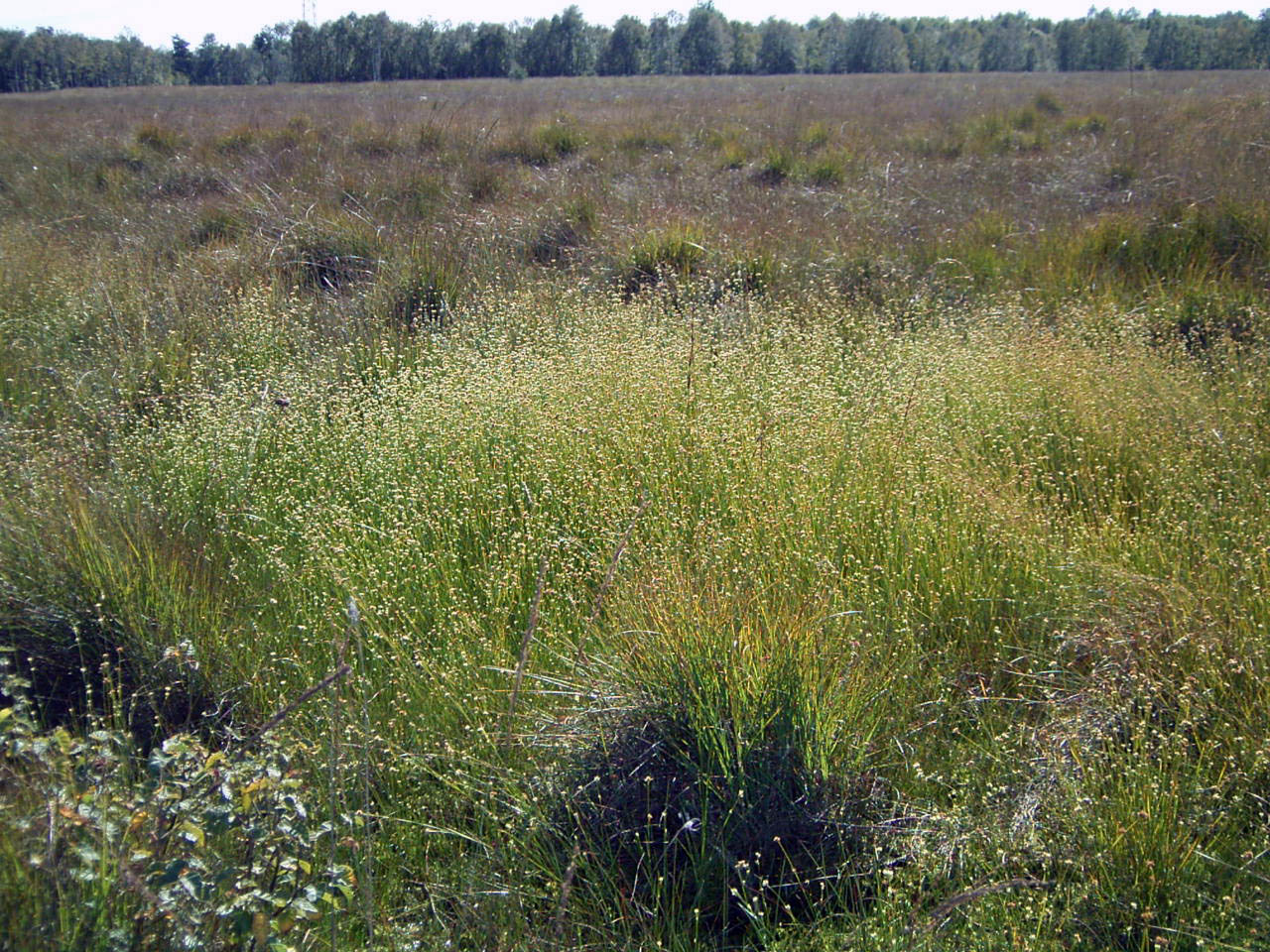
Schnabelbinsen-Gesellschaft in einer Schwingmoor-Verlandung in der Nordwestdeutschen Tiefebene (Niedersachsen)

Die Pflanzengesellschaften der Kleinseggenriede der Sauer-Zwischenmoore (Ordnung: Scheuchzerietalia palustris) sind torfmoosreich und beherbergen vorwiegend Torfmoose wie das Spieß-Torfmoos Sphagnum cuspidatum, aus dem S. recurvum-Komplex und das Sumpf-Torfmoos S. palustre.
In dystrophen, zeitweilig trockenfallenden Rinnen, Schlenken, Moorkolken im Bereich von Hoch- und Zwischenmooren, auf nährstoffarmen, nackten Torfen und Torfschlamm sowie in Feuchtheiden entwickeln sich Schnabelriedgesellschaften (Rhynchosporetum albae) aus Weißem Schnabelried (Rhynchospora alba). Die Bestände sind oft schütter und sehr kleinflächig ausgebildet. Neben der Knollenbinse (Juncus bulbosus) kommen hier meistens nur noch Mittlerer Sonnentau (Drosera intermedia) und Moorbärlapp (Lycopodiella inundata) vor. Bei diesen Pflanzengesellschaften handelt es sich oft um nur kurzlebige Stadien, die zum Gewässer hin in flutende Rasen aus dem Sichelmoos (Drepanocladus fluitans), Torfmoos-Wasserschlauch (Utricularia)-Gesellschaften oder Strandlings(Littorella)-Tauchfluren übergehen können.
Schnabelriedgesellschaften existieren in den ozeanisch beeinflussten Regionen Mitteleuropas sowie in den Mooren des Alpenvorlandes, beispielsweise in der Schwemm in Tirol.

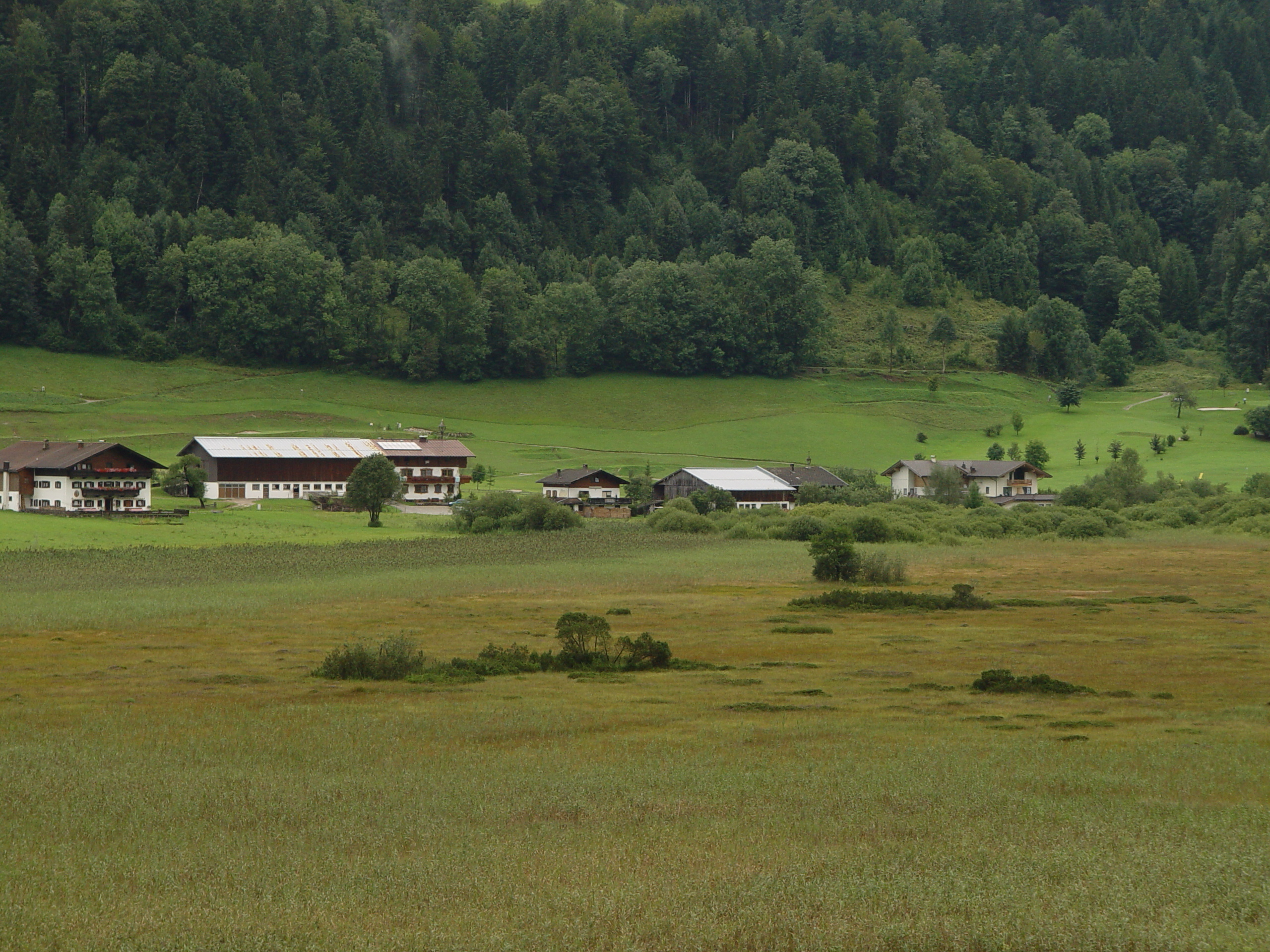
Die Schwemm, ein Sauer-Zwischenmoor in Tirol

In nährstoffarmen (oligotrophen), sauren Verlandungsmooren, in nicht austrocknenden Hochmoor-Schlenken und in sauren Quelltümpeln ist das Torfmoos-Schlammseggenried (Caricetum limosae) eine typische Pflanzengesellschaft, welche an oligotrophen Gewässern nicht betretbare Schwingrasen bildet. Diese wachsen zunächst als Säume ins offene Wasser. Schließlich überspannen sie das gesamte Gewässer. Vor allem die Blasenbinse (Scheuchzeria palustris), das Weiße Schnabelried (Rhynchospora alba), die Schlamm-Segge (Carex limosa) und die seltene Fadenwurzelige Segge (Carex chodorrhiza) bilden die Gesellschaft. Meistens treten die genannten Arten nicht gemeinsam auf, sondern bilden jeweils sogenannte Dominanzbestände aus. Ferner ist das Torfmoos-Seggen-Wollgrasried (Sphagno-Eriophoretum angustifoliae) mit dem Schmalblättrigen Wollgras (Eriophorum angustifolium) eine verbreitete Pflanzengesellschaft, die späte Schwingmoorverlandungen kennzeichnet.
Das selten gewordene Fadenseggen-Übergangsmoor (Caricetum lasiocarpae) wird aus der Faden-Segge (Carex lasiocarpa) gebildet. Die Pflanzengesellschaft kommt oft in engem Kontakt mit Hochmooren vor und bildet an Moorgewässern und Heideweihern Schwingrasen aus. Die Gesellschaft kann auch sekundär an Torfstichgewässern entwickelt sein. Als begleitende Arten finden sich das Moor-Reitgras (Calamagrostis stricta) und Sphagnum obtusum. Die Gesellschaft kommt in ganz Mitteleuropa von der planaren bis zur montanen Stufe besonders am Alpennordrand und in der norddeutschen Tiefebene vor. Es können sich auch Gesellschaften mit Dominanz der Draht-Segge (Carex diandra) oder der Fadenwurzeligen Segge (Carex chordorrhiza) statt der Faden-Segge ausbilden. Fadenseggen-, Drahtseggen- und Strickwurzelseggen-Gesellschaften sind sehr selten und stark gefährdet. Letztere ist sogar vom Aussterben bedroht.

### Braunseggen-Sumpfgesellschaften

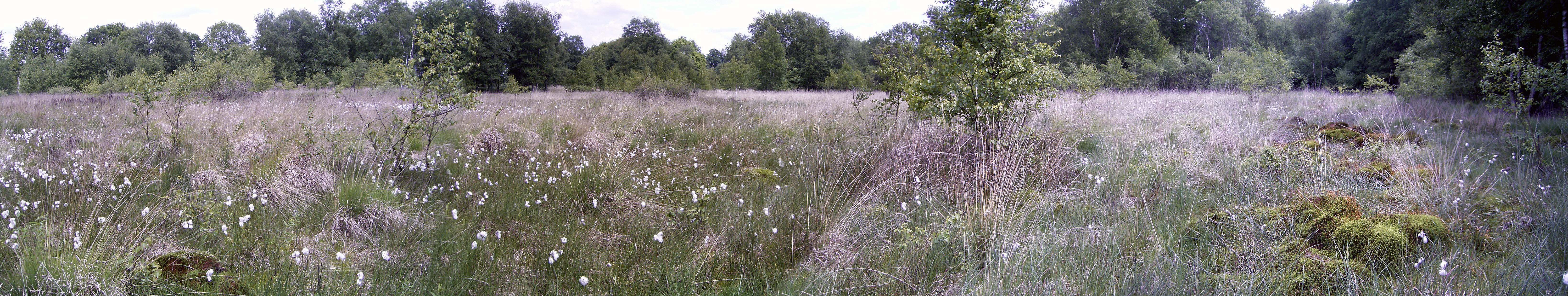
Basen-Zwischenmoor mit Schmalblättrigem Wollgras (Eriophorum angustifolium) und Braun-Segge (Carex nigra) in einer Vermoorung eines nährstoffarmen Sanddünengebiets (Heidemoor, Niedersachsen)

Die Kleinseggenriede der mäßig nährstoffreichen Basen-Zwischenmoore (Ordnung: Caricetalia nigrae) sind vor allem gekennzeichnet durch Braunmoose (Amblystegiaceae). Als Braunmoose bezeichnet man eine Reihe von Arten, die meist dunkel- bis rot- oder goldbraun gefärbt sind, eine Färbung, die im Spätherbst am deutlichsten ausgeprägt ist. Zu dieser Gruppe gehören das Spitzblättrige Spießmoos (Calliergonella cuspidata), einige Schönmoose (Gattung Calliergon), viele Sichelmoose (Drepanocladus vernicosus), das Skorpionsmoos (Scorpidium scorpioides) und als sehr seltene Eiszeitrelikte im Alpenvorland und in den Alpen das Bruchmoos (Meesia triquetra) sowie Paludella squarrosa. Als Vertreter der Seggen sind in diesen Zwischenmooren die Braun-Segge (Carex nigra), die Faden-Segge (Carex lasiocarpa), Draht-Segge (C. diandra) und seltener auch die Strickwurzel-Segge (C. chordorrhiza) beheimatet. Diese Gesellschaften sind überwiegend stark gefährdet.
Charakteristische Pflanzengesellschaften der Basen-Zwischenmoore sind Alpine Braun-Seggen-Sümpfe (Caricetum fuscae subalpinum), die als Charakterart die namengebende Braun-Segge (Carex fusca, syn. Carex nigra) beherbergen. Alpine Braun-Seggen-Sümpfe beherbergen als ständig und stark durchnässte Standorte zahlreiche konkurrenzschwache Arten, die zudem häufig noch selten sind. Begleitende Arten sind beispielsweise die Gebirgs-Binse (Juncus alpinoarticulatus), Borstgras (Nardus stricta) und Rasenbinse (Trichophorum cespitosum). Die Pflanzengesellschaft kommt im gesamten Alpenraum und im Schwarzwald auf extensiv beweideten Standorten vor. Der Alpine Kopfwollgras-Sumpf (Eriophoretum scheuchzerii) hat seine Hauptverbreitung in Skandinavien sowie im Alpenraum oberhalb der Baumgrenze. Die Gesellschaft ist sehr artenarm und wird meist nur aus Scheuchzers Wollgras (Eriophorum scheuchzeri) selbst gebildet. Der Sumpfläusekraut-Fadenbinsen-Sumpf (Pediculario palustris-Juncetum filiformis) ist durch das Sumpf-Läusekraut (Pedicularis palustris) und durch die Faden-Binse (Juncus filiformis) gekennzeichnet. Die Pflanzengesellschaft ist in der submontanen bis subalpinen Stufe des Alpenvorlandes und der Mittelgebirge verbreitet.

### Wiesenseggen-Gesellschaften

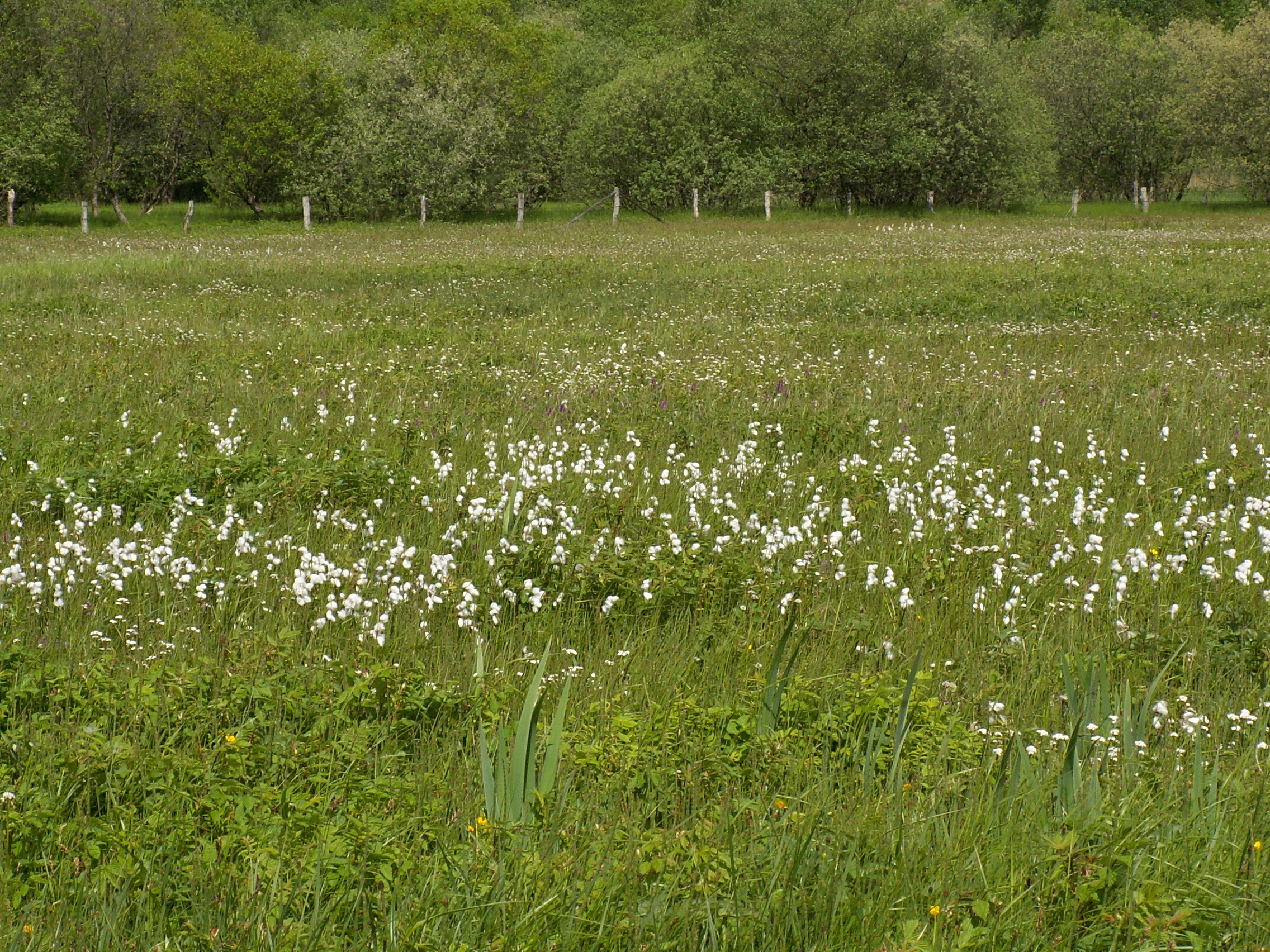
Wiesenseggengesellschaft in einem Kalk-Zwischenmoor in Schleswig-Holstein mit Breitblättrigem Wollgras (Eriophorum latifolium)

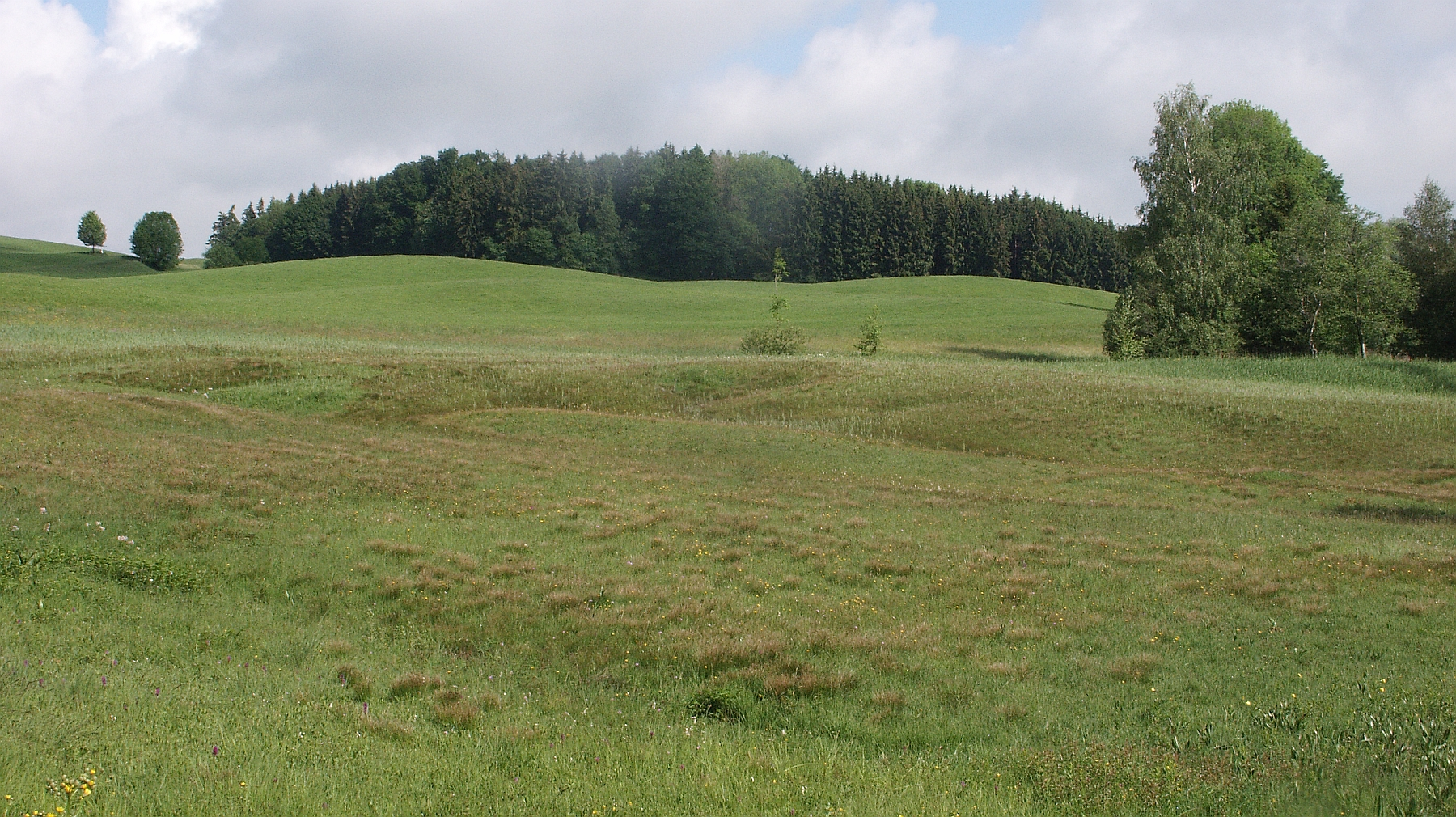
Mehlprimel-Kopfried in Oberschwaben

Die Kleinseggenriede der Kalk-Zwischenmoore umfassen die oft orchideenreichen Pflanzengesellschaften der Kleinseggenmoore (Ordnung: Caricetalia davallianae). Es handelt sich dabei um Pflanzengesellschaften, die meistens kleinflächig ausgeprägt und äußerst selten sind. Sie sind vielfach vom Aussterben bedroht. Ihre natürlichen Standorte sind Sumpfquellen der subalpinen Stufe. Bei ähnlichen Standortverhältnissen in tieferen Lagen konnten sie sich erst nach Rodungen von Bruchwäldern bilden. Kalktuffbildung ist verbreitet.
Das Davall-Seggen-Quellmoor (Caricetum davallianae) wird aus der namengebenden Davalls Segge (Carex davalliana) gebildet. Die Gesellschaft enthält unter anderem folgende Arten: Breitblättriges Wollgras (Eriophorum latifolium), Mehlprimel (Primula farinosa), Gewöhnliche Simsenlilie (Tofieldia calyculata), Sumpf-Herzblatt (Parnassia palustris) und Fettkraut (Pinguicula vulgaris).
Kleinseggenriede mit Schwarzem Kopfried (Schoenus nigricans) und Sumpf-Knabenkraut (Orchis palustris) bilden die sehr seltene Orchideen-Kopfried-Gesellschaft (Orchio-Schoenetum nigricantis). Kennzeichnend für diese Gesellschaft sind weiterhin folgende Braunmoose: das Stern-Goldschlafmoos (Campylium stellatum) und das Rollblatt-Sichelmoos (Drepanocladus revolvens). Das Mehlprimel-Kopfried (Primulo-Schoenetum ferruginei) wächst in kalkreichen, mesotrophen Durchströmungsmooren und wird aus dem namengebenden Rostroten Kopfried (Schoenus ferrugineus) und der Mehlprimel (Primula farinosa) aufgebaut. Ferner finden sich in dieser Gesellschaft das Breitblättrige Wollgras (Eriophorum latifolia) und das Gemeine Fettkraut (Pinguicula vulgaris). Die Gesellschaft der Stumpfblütigen Binse (Juncetum subnodulosi) beherbergt neben der Stumpfblütigen Binse (Juncus subnodulus) die Gelb-Segge (Carex flava), das Spitzblättrige Spießmoos (Calliergonella cuspidata) und die Sumpf-Stendelwurz (Epipactis palustris).

## Ökologische Bedeutung

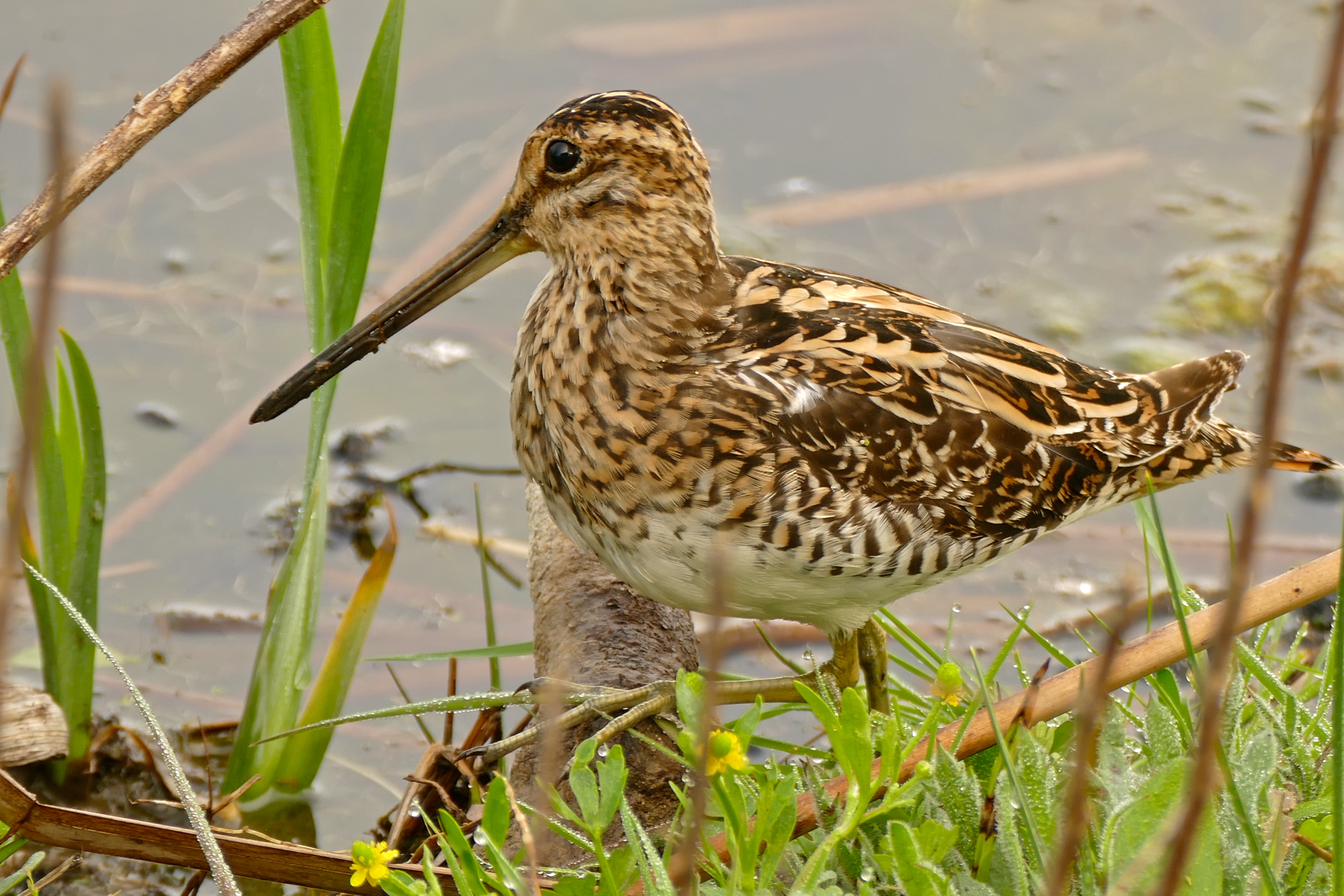
Bekassine (Gallinago gallinago), ein auf Feuchtgebiete und Moore angewiesener Wiesenbrüter

Aufgrund der niedrigwüchsigen und offenen Struktur bei gleichzeitig extrem nassem Wasserhaushalt sind Kleinseggenmoore Standorte konkurrenzschwacher Rosettenpflanzen, wie Mehlprimel (Primula farinosa) und Fettkraut (Pinguicula spp.). Sie sind aufgrund ihrer extremen Standortverhältnisse Refugien vieler seltener Sumpfpflanzen und einer Vielzahl oft hochspezialisierter Wirbelloser. Kleinseggenriede sind ferner als Biotope von Glazialrelikten wie des Bruchmooses (Meesia triquetra) besonders wertvoll. Außerdem sind sie wichtige Brutgebiete für Wiesenvögel wie Rallen- und Schnepfenarten und Nahrungsgebiet für beispielsweise den Weißstorch (Ciconia ciconia).

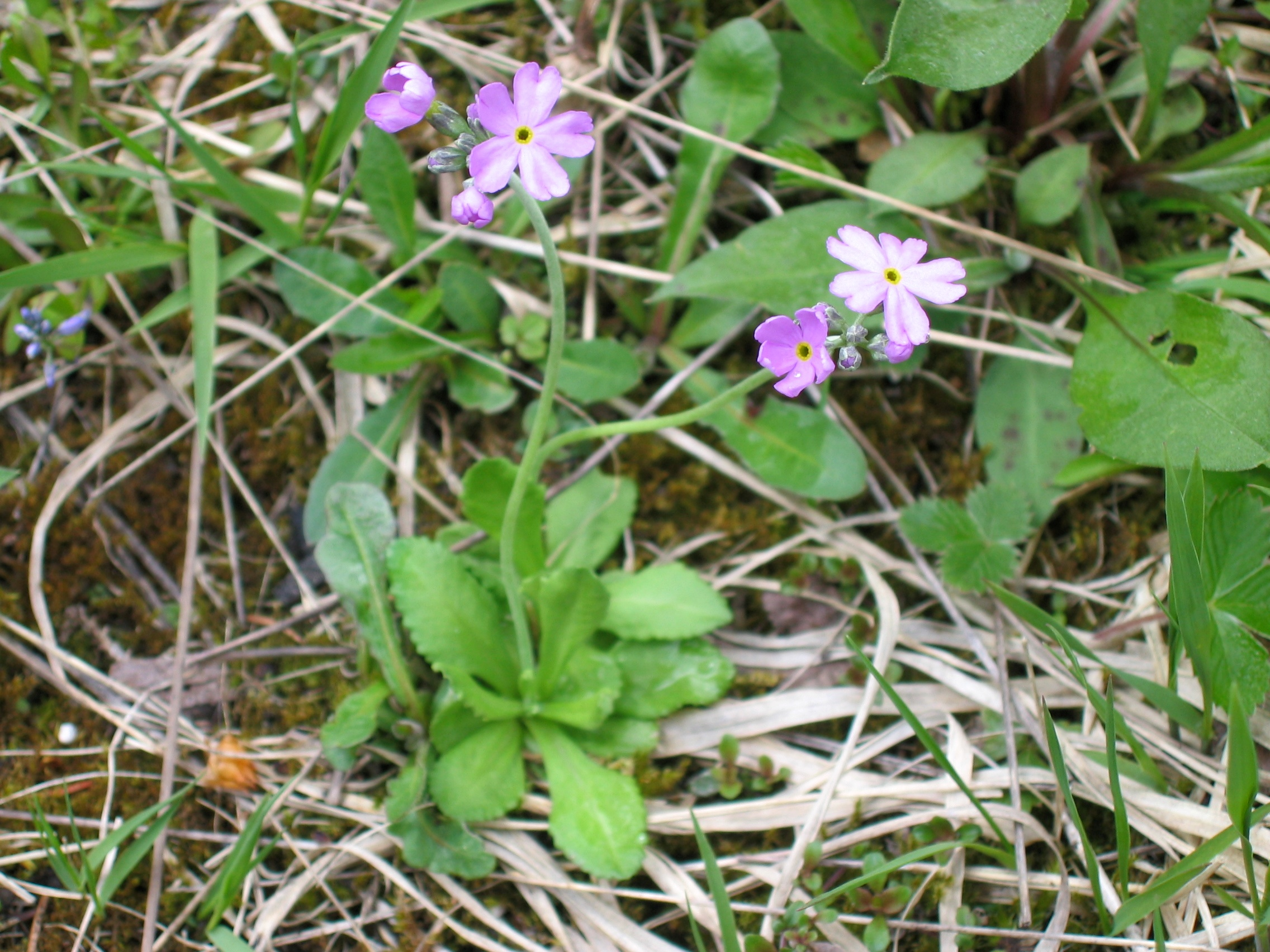
Mehlprimel (Primula farinosa) eine seltene Pflanze in Kalk-Zwischenmooren

## Gefährdung und Schutz
Die natürlichen, primären Standorte der Kleinseggenriede, also Quellsümpfe, Quellmoore und Durchströmungsmoore sind überwiegend zerstört. Die sekundären Standorte liegen häufig inmitten landwirtschaftlicher Nutzflächen und sind somit durch Melioration und durch Eutrophierung stark gefährdet. Durch Entwässerung der Standorte wird eine Mineralisation der Niedermoortorfe hervorgerufen, wodurch der freiwerdende Stickstoff eine stickstoffliebende (nitrophile) Staudenvegetation fördert.
Viele Arten der Kleinseggenriede sind in den zahlreichen Roten Listen gefährdeter Tier- und Pflanzenarten in Deutschland, Österreich und der Schweiz aufgeführt. Etliche Arten genießen überdies gesetzlichen Schutz über das Washingtoner Artenschutz-Übereinkommen, die IUCN, die Berner Konvention (Umsetzung in EU-Vogelschutzrichtlinie sowie FFH-Richtlinie) sowie die Bundesartenschutzverordnung.
Die FFH-Richtlinie verpflichtet auf europäischer Ebene die Mitgliedsstaaten zur Errichtung eines zusammenhängenden europäischen ökologischen Netzes von Schutzgebieten mit der Bezeichnung Natura 2000 zur Erhaltung der natürlichen Lebensräume sowie der wildlebenden Pflanzen und Tiere. So bilden Moore und Feuchtgebiete und damit auch die verschiedenen Ausprägungen der Kleinseggenriede einen der Schwerpunkte von FFH-Lebensraumtypen.
Kleinseggenriede können durch geeignete Maßnahmen geschützt werden. Dazu gehört die Anlage von Pufferzonen gegenüber Nährstoffeinträgen, die Vermeidung von Trittbelastungen, Wiedervernässungsmaßnahmen und bei Verbuschungstendenzen gelegentliche Mahd oder Entkusselung.

## Referenzen
- P. Mertz: Pflanzengesellschaften Mitteleuropas und der Alpen. Erkennen, bestimmen, bewerten. Ecomed Verlagsgesellschaft, Landsberg/Lech, 2000, ISBN 3-609-19380-8.
- Claus-Peter Hutter (Hrsg.), Alois Kapfer, Peter Poschlod: Sümpfe und Moore – Biotope erkennen, bestimmen, schützen. Weitbrecht Verlag, Stuttgart / Wien / Bern 1997, ISBN 3-522-72060-1.
- Claus-Peter Hutter (Hrsg.); Gottfried Briemle, Conrad Fink: Wiesen, Weiden und anderes Grünland – Biotope erkennen, bestimmen, schützen. Weitbrecht-Verlag, Stuttgart / Wien / Bern 1993, ISBN 3-522-72010-5.
- M. Succow, L. Jeschke: Moore in der Landschaft: Entstehung, Haushalt, Lebewelt, Verbreitung, Nutzung und Erhaltung der Moore. 1. Auflage. Thun, Frankfurt a. M. 1986, ISBN 3-87144-954-7.
- Walter F. Müller: Floristisch- pflanzensoziologische und vegetationsökologische Untersuchungen der Kalksümpfe (Caricion davallianae) in Nordrhein-Westfalen und Rheinland-Pfalz. Bonn 1988